# Campionati europei giovanili di nuoto 1992
I XIX Campionati europei giovanili di nuoto e tuffi si sono disputati nella sede di Leeds dal 13 agosto al 18 agosto 1992.
Hanno partecipato alla manifestazione le federazioni iscritte alla LEN; questi i criteri di ammissione:
- le nuotatrici di 14 e 15 anni (1978 e 1977) e i nuotatori di 16 e 17 (1976 e 1975)
- le tuffatrici e i tuffatori di 16, 17 e 18 anni (1976, 1975 e 1974) per la categoria "A"; Le ragazze e i ragazzi di 14 e 15 anni (1978 e 1977) per la categoria "B".

## Podi

### Uomini
| Evento               | Oro               | Tempo    | Argento           | Tempo    | Bronzo            | Tempo    |
| Stile libero         |                   |          |                   |          |                   |          |
| 100 m                | Martin Carl       | 52"12    | Pavel Bustrov     | 52"23    | Romain Barnier    | 52"31    |
| 200 m                | Stefan Aartsen    | 1'53"80  | Moreno Gallina    | 1'54"99  | Alexei Stepanov   | 1'55"26  |
| 400 m                | Alexei Stepanov   | 4'00"91  | Jérôme Schembri   | 4'02"04  | Mikhail Uzefovich | 4'02"30  |
| 1500 m               | Mikhail Uzefovich | 15'44"30 | Graeme Smith      | 15'47"25 | Vincent Hamelin   | 15'47"97 |
| Dorso                |                   |          |                   |          |                   |          |
| 100 m                | Derya Büyükunçu   | 58"53    | Mirko Mazzari     | 58"93    | Mariusz Siembida  | 59"25    |
| 200 m                | Bartosz Sikora    | 2'04"12  | Mirko Mazzari     | 2'04"64  | David Joncourt    | 2'04"98  |
| Rana                 |                   |          |                   |          |                   |          |
| 100 m                | Dobromir Petrov   | 1'05"00  | Roman Havrlant    | 1'05"26  | Lionel Blas       | 1'06"05  |
| 200 m                | Gabor Juhasz      | 2'21"80  | Andrei Perminov   | 2'22"34  | Andrew Ayers      | 2'22"60  |
| Farfalla             |                   |          |                   |          |                   |          |
| 100 m                | Jorge Ulibarri    | 56"37    | Andrei Cheynyshov | 57"12    | Lars Mersenburg   | 57"51    |
| 200 m                | Xavier Fortuño    | 2'06"26  | Mario Esposito    | 2'06"58  | David Abrad       | 2'06"86  |
| Misti                |                   |          |                   |          |                   |          |
| 200 m                | Attila Zubor      | 2'07"79  | Vilmos Kovacs     | 2'08"05  | David Joncourt    | 2'08"73  |
| 400 m                | Petr Kratchovil   | 4'27"62  | David Joncourt    | 4'31"39  | David Paxton      | 4'34"28  |
| Staffette            |                   |          |                   |          |                   |          |
| 4x100 m stile libero | Germania          | 3'30"32  | Spagna            | 3'30"36  | Russia            | 3'31"16  |
| 4x200 m stile libero | Svezia            | 7'40"63  | Regno Unito       | 7'40"79  | Spagna            | 7'41"64  |
| 4x100 m misti        | Spagna            | 3'55"38  | Regno Unito       | 3'55"48  | Paesi Bassi       | 3'55"90  |

### Donne
| Evento               | Oro                   | Tempo   | Argento                    | Tempo   | Bronzo             | Tempo   |
| Stile libero         |                       |         |                            |         |                    |         |
| 100 m                | Franziska van Almsick | 55"27   | Gyongyer Lakos Anja Kleber | 58"99   | ---                | ---     |
| 200 m                | Franziska van Almsick | 2'01"38 | Ileana Buciu               | 2'05"35 | Jutta Renner       | 2'05"41 |
| 400 m                | Swantje van de Loo    | 4'18"95 | Katalin Moldvai            | 4'19"75 | Audrey Astruc      | 4'19"76 |
| 800 m                | Ioana Naghi           | 8'48"76 | Audrey Astruc              | 8'53"77 | Swantje van de Loo | 8'55"71 |
| Dorso                |                       |         |                            |         |                    |         |
| 100 m                | Nina Živanevskaja     | 1'02"89 | Cathleen Stolze            | 1'03"93 | Alexa Bennett      | 1'05"15 |
| 200 m                | Cathleen Stolze       | 2'13"33 | Nina Živanevskaja          | 2'13"84 | Naomi van de Woerd | 2'18"32 |
| Rana                 |                       |         |                            |         |                    |         |
| 100 m                | Dagmara Ajnenkiel     | 1'12"84 | Lynsey Rogers              | 1'13"18 | Cecile Lebars      | 1'13"81 |
| 200 m                | Anna Kaczmarczyk      | 2'36"38 | Dagmara Ajnenkiel          | 2'36"45 | Elvira Fischer     | 2'36"58 |
| Farfalla             |                       |         |                            |         |                    |         |
| 100 m                | Franziska van Almsick | 1'00"62 | Natalia Razumova           | 1'01"72 | María Peláez       | 1'02"04 |
| 200 m                | María Peláez          | 2'17"04 | Svetlana Pozdeeva          | 2'16"54 | Jessica Lindner    | 2'16"97 |
| Misti                |                       |         |                            |         |                    |         |
| 200 m                | Franziska van Almsick | 2'17"04 | Cathleen Stoltze           | 2'19"10 | Agnieszka Zalewska | 2'21"76 |
| 400 m                | Cathleen Stoltze      | 4'53"48 | Valerie Torrente           | 4'55"07 | Agnieszka Zalewska | 4'56"39 |
| Staffette            |                       |         |                            |         |                    |         |
| 4x100 m stile libero | Germania              | 3'52"15 | Russia                     | 3'55"17 | Regno Unito        | 3'57"14 |
| 4x200 m stile libero | Germania              | 8'25"12 | Romania                    | 8'28"80 | Francia            | 8'30"36 |
| 4x100 m misti        | Russia                | 4'16"64 | Germania                   | 4'17"00 | Regno Unito        | 4'22"21 |

### Tuffi
| Evento                  | Oro                | Punti  | Argento            | Punti  | Bronzo       | Punti  |
| Uomini - categoria "A"  |                    |        |                    |        |              |        |
| trampolino 3 m          | Andreas Wels       | 607,70 | Shapovalov         | 599,10 | Byford       | 544,40 |
| piattaforma             | Andreas Wels       | 497,10 | Meyer              | 488,20 | Durkin       | 485,60 |
| Ragazzi - categoria "B" |                    |        |                    |        |              |        |
| trampolino 3 m          | Christian Löffler  | 327,50 | Gabriel Chercheres | 315,15 | Smirnov      | 306,00 |
| piattaforma             | Gabriel Chercheres | 305,55 | Smirnov            | 286,05 | Weitz        | 275,40 |
| Donne - categoria "A"   |                    |        |                    |        |              |        |
| trampolino 3 m          | Dörte Lindner      | 483,70 | Conny Schmalfuss   | 466,95 | Pisareva     | 449,55 |
| piattaforma             | Conny Schmalfuss   | 365,75 | Allen              | 350,95 | Pisareva     | 350,85 |
| Ragazze - categoria "B" |                    |        |                    |        |              |        |
| trampolino 3 m          | Sandra Gollmer     | 298,25 | Anja Richter       | 290,95 | Dankova      | 280,70 |
| piattaforma             | Annett Gamm        | 271,35 | Julija Pachalina   | 264,75 | Clara Ciocan | 257,65 |

## Medagliere
- Nuoto

| Posizione | Paese          | Oro | Argento | Bronzo | Totale |
| --------- | -------------- | --- | ------- | ------ | ------ |
| 1         | Germania       | 9   | 4       | 3      | 16     |
| 2         | Russia         | 4   | 7       | 3      | 14     |
| 3         | Spagna         | 4   | 1       | 2      | 7      |
| 4         | Ungheria       | 2   | 3       | 0      | 5      |
| 5=        | Paesi Bassi    | 2   | 0       | 3      | 5      |
| 5=        | Polonia        | 2   | 0       | 3      | 5      |
| 7         | Gran Bretagna  | 1   | 4       | 5      | 10     |
| 8         | Romania        | 1   | 2       | 0      | 3      |
| 9=        | Cecoslovacchia | 1   | 1       | 0      | 2      |
| 9=        | Portogallo     | 1   | 1       | 0      | 2      |
| 11=       | Bulgaria       | 1   | 0       | 0      | 1      |
| 11=       | Svezia         | 1   | 0       | 0      | 1      |
| 11=       | Turchia        | 1   | 0       | 0      | 1      |
| 14        | Francia        | 0   | 4       | 9      | 13     |
| 15        | Italia         | 0   | 4       | 0      | 4      |
| 16        | Austria        | 0   | 0       | 1      | 1      |
| totale    |                | 30  | 31      | 29     | 90     |

- tuffi

| Posizione | Paese          | Oro | Argento | Bronzo | Totale |
| --------- | -------------- | --- | ------- | ------ | ------ |
| 1         | Germania       | 7   | 2       | 1      | 10     |
| 2         | Romania        | 1   | 1       | 1      | 3      |
| 3         | Russia         | 0   | 3       | 2      | 5      |
| 4         | Gran Bretagna  | 0   | 1       | 1      | 2      |
| 5         | Austria        | 0   | 1       | 0      | 1      |
| 6         | Ucraina        | 0   | 0       | 2      | 2      |
| 7         | Cecoslovacchia | 0   | 0       | 1      | 1      |
| totale    |                | 8   | 8       | 8      | 24     |